# Швачка, Анжелина Алексеевна
Анжелина Алексеевна Швачка — украинская певица, солистка Национального академического театра оперы и балета Украины имени Т. Г. Шевченко, Народная артистка Украины (2012). Лауреат Национальной премии имени Тараса Шевченко (2016).

## Биография
Родилась в г. Днепропетровске.
Закончила Днепродзержинское музыкальное училище по специальности «хоровое дирижирование».
С 1990 года по 1997 годы получала образование в Киевской государственной консерватории имени П. И. Чайковского в классе профессора, народной артистки СССР Галины Туфтиной.
С 1997 года Швачка — солистка Национальной оперы Украины.
В 2006 году исполнила роль Екатерины II в художественном фильме «Запорожец за Дунаем» (по одноимённой опере С. Гулака-Артемовского, режиссёр Николай Засеев-Руденко, 2006).

## Государственные награды

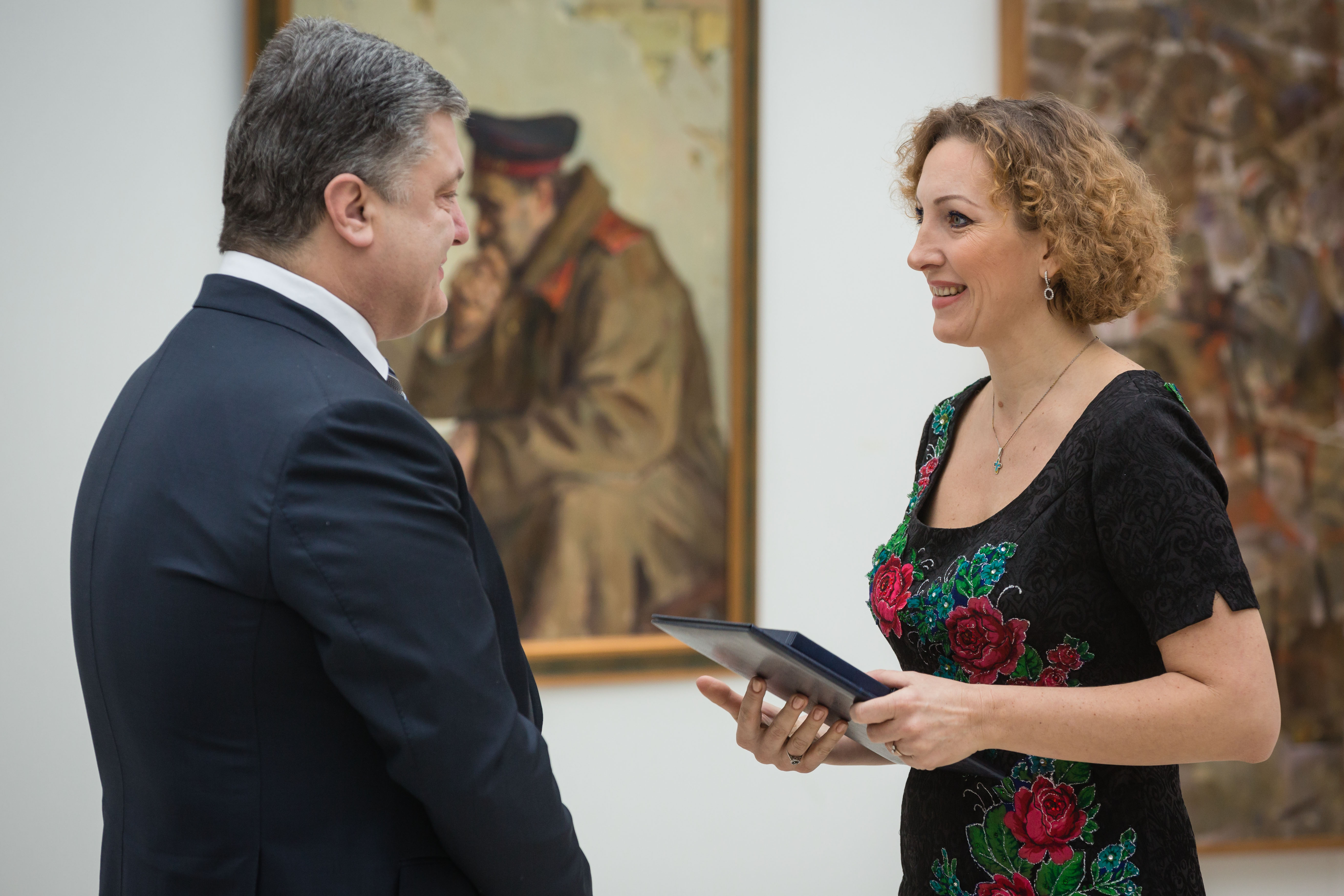
Президент Украины Пётр Порошенко вручает Анжелине Швачке Национальную премию Украины имени Тараса Шевченко 2016 года

- Кавалер ордена Звезды Италии (28 декабря 2015, Италия)[1][2]
- Народный артист Украины (24 августа 2012) — за значительный личный вклад в социально-экономическое, научно-техническое, культурно-образовательное развитие Украинского государства, весомые трудовые достижения, многолетний добросовестный труд и по случаю 21-й годовщины независимости Украины[3]
- Заслуженный артист Украины (7 сентября 2001) — за весомый личный вклад в развитие украинского оперного и балетного искусства, высокий профессионализм[4]
- Национальная премия Украины имени Тараса Шевченко 2016 года — за исполнение ведущих партий в оперных спектаклях и популяризацию украинского музыкального наследия[5]